# 남한말
남한말은 한국어 가운데 남한에서 사용되는 형태를 말한다. 서울말에 기반한 대한민국 표준어를 표준으로 삼는다.

## 같이 보기
- 한국어의 남북 간 차이
- 대한민국 표준어
- 북한말
- 대한민국의 인터넷 신조어 목록